# Partia Sprawiedliwości (Mauretania)
Partia Sprawiedliwości (ang. Equity Party, arab. حزب الإنصاف, trb. ḥizb al-inṣāf, fr. Parti de l'équité) - partia polityczna w Mauretanii, często nazywana "El Insaf", ze względu na transliterację jej arabskiej nazwy. Została założona 3 lipca 2022 roku, po tym jak rządząca partia Unia na rzecz Republiki, zmieniła nazwę przed wyborami parlamentarnymi w 2023 roku. Partia należy do Międzynarodówki Centrowych Demokratów.
Przewodniczącym partii jest Mohammed Melainine Ould Eyih będący wcześniej rzecznikiem rządu oraz ministrem edukacji. Zrezygnował ze stanowiska w rządzie, by skupić się na przewodniczeniu partii przed wyborami parlamentarnymi w 2023 roku.

## Przewodniczący
- Mohammed Melainine Ould Eyih (3 lipca 2022-)